# Museo de la Máquina-Herramienta
El Museo de la Máquina-Herramienta es un museo ubicado en la localidad guipuzcoana de Elgoibar en el País Vasco, España, dedicado a divulgar la historia de la máquina herramienta, una industria con una larga tradición en la comarca del Bajo Deva y en el País Vasco en general.
Las instalaciones están formadas por un taller de mecanizado recreado en un edificio industrial de principios del siglo XX, donde hay más de 60 máquinas herramienta de esa época, una herrería y una sala de exposiciones denominada «Patxi Aldabaldetrecu» en la que se exponen más de doscientas cincuenta fotografías y diversas máquinas medievales así como herramientas y mecanismos diversos.

## Origen
La idea de crear el museo se remonta a 1982 cuando se toma conciencia del cambio tecnológico en la máquina herramienta con la entrada de tecnología electrónica e informática. En  1992, coincidiendo con la puesta en marcha del Instituto de la Máquina-Herramienta de Elgoibar, se gesta la idea de la creación del museo y dos años después se crea una comisión técnica o consejo asesor que, tras varios años de trabajo, hizo posible su inauguración el 16 de diciembre de 1998.
El museo está ubicado en el recinto del Instituto de la Máquina Herramienta de Elgoibar, en un edificio creado por el arquitecto Santiago Ceciaga que recrea la estructura clásica de un edificio industrial de principios del siglo XX. Su cubierta a dos aguas está sostenida por una celosía de madera de la que penden los mecanismos de transmisión que permiten accionar las máquinas y ponerlas en movimiento.

## Exposición
El museo tiene una superficie de 420 m² y está organizado en tres secciones que abarcan el trabajo con el hierro desde la antigüedad hasta la invención de la máquina-herramienta. En la nave central o sala principal se reproduce un taller industrial similar a los que abundaban en el País Vasco en la primera mitad del siglo XX, a la derecha se ubica la sala medieval y en la nave izquierda la sala "Patxi Aldabaldetrecu".
La nave central reproduce un taller de mecanizado, se la nave es una estructura de madera con cubierta a dos aguas de cuyas cerchas cuelga un sistema de transmisión formado por ejes con poleas y correas que distribuyen el movimiento desde un punto único a las diferentes máquinas que conforman la exposición. Todas las  máquinas se accionan a través de un único motor eléctrico que va unido por medio de una correa a la polea del eje central y de este a dos ejes secundarios.
En la colección de máquinas expuestas, la mayoría donadas por empresas de la comarca, destaca un torno automático de finales del XVIII fabricado por Brown & Sharpe, que es probablemente uno de los primeros que llegó al País Vasco.
En la sala medieval  se ha construido una herrería con su fragua de mampostería tal y como era común en la comarca. Junto a ella se ubican utensilios y herramientas propias de la labores de herrería para la fabricación de productos diversos como herraduras, rejas, clavos, aperos de labranza, armas y utensilios de uso doméstico. Junto a la herrería, se complementa la sala con una serie de máquinas de accionamiento manual como un torno a pedal, un enderezador de cañones de escopeta y el taladro de sobremesa de accionamiento manual y avance por bolas y otras similares.
Al otro lado de la sala central se ubica el espacio de exposiciones denominado sala Patxi Aldabaldetrecu, quien fue el primer presidente del Museo de Máquina Herramienta de Elgoibar. En esta sala se dedica un amplio espacio a la tradición industrial de Elgoibar y a la empresa Estarta y Ecenarro que fue una de las principales empresas de la localidad dedicada a la fabricación de máquinas de coser con la marca "Sigma". Hay una amplia muestra de máquinas de coser Sigma y de otras marcas como Alfa, Singer, Titania y otras.           

## Grabado de Lamot

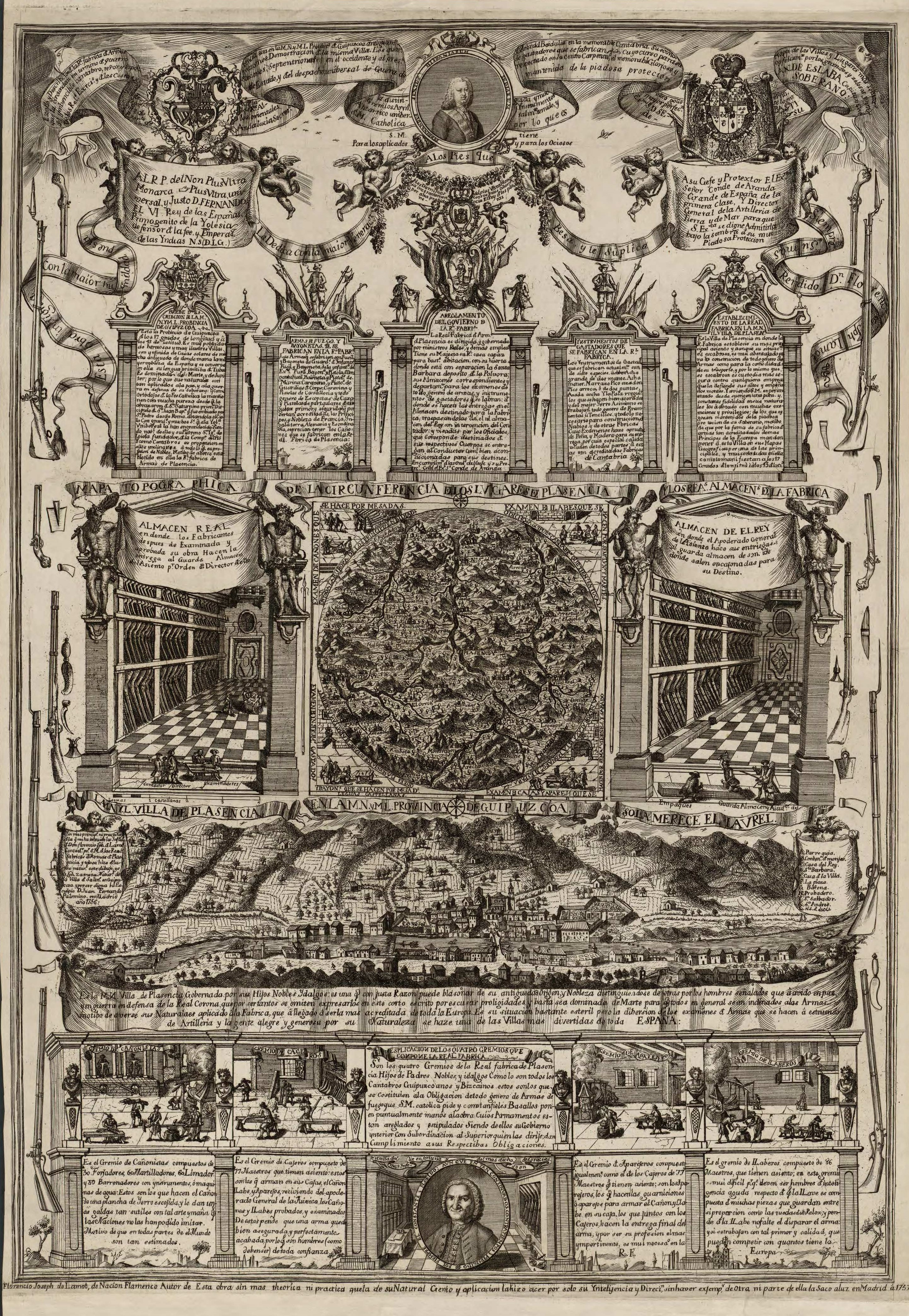
Grabado a buril de Juan Fernando Palomino por dibujo de José Zameza e invención de Lamot: Mapa topographica de la circunferencia de los lugares de Plasencia y los Rea.s Almacen.s de la Fábrica... 1756. Madrid, Biblioteca Nacional de España.

Una pieza destacada en los fondos del museo, por su gran valor histórico, es el conocido como Grabado de Lamot,  que data de 1756. Se trata de un documento que incluye numerosos dibujos y textos escritos en castellano que permiten conocer con detalle cómo eran los gremios, la organización y la industria armera en el siglo XVIII y  acredita la gran tradición industrial de la cuenca del Deva.
La lámina original, como se lee en una cartela a la izquierda de la vista topográfica de Placencia, fue realizada en 1756 en Madrid por Juan Fernando Palomino según dibujo de José Zameza y por invención de Florencio Joseph de Lamot y Gondesoone (Flandes, 1701-Placencia de las Armas, 1779), que había sido contador de las Reales Fábricas de Armas de Placencia de la Armas y Tolosa, y está dedicada al monarca Fernando VI.
En el grabado se muestran, a través de dibujos y textos, las distintas fases de la producción armera. En la parte inferior del mismo se explican mediante dibujos y textos los cuatro gremios armeros que se mantuvieron hasta el siglo XIX:
- Cañonistas, que se encargaban de la fabricación de los cañones de las armas. Desde su forjado y acabado a lima hasta la decoración del mismo con grabados e incrustaciones de materiales nobles.

- Cajeros, encargados de la fabricación de las culatas y el montaje en las mismas del cañón, la llave y los aparejos.

- Aparejeros, encargados de la realización de los aparejos, es decir, las piezas auxiliares del arma y del montaje, junto con los cajeros, de todos los componentes de la misma.

- Llaveros, los encargados de la fabricación del mecanismo de disparo.

## Galería

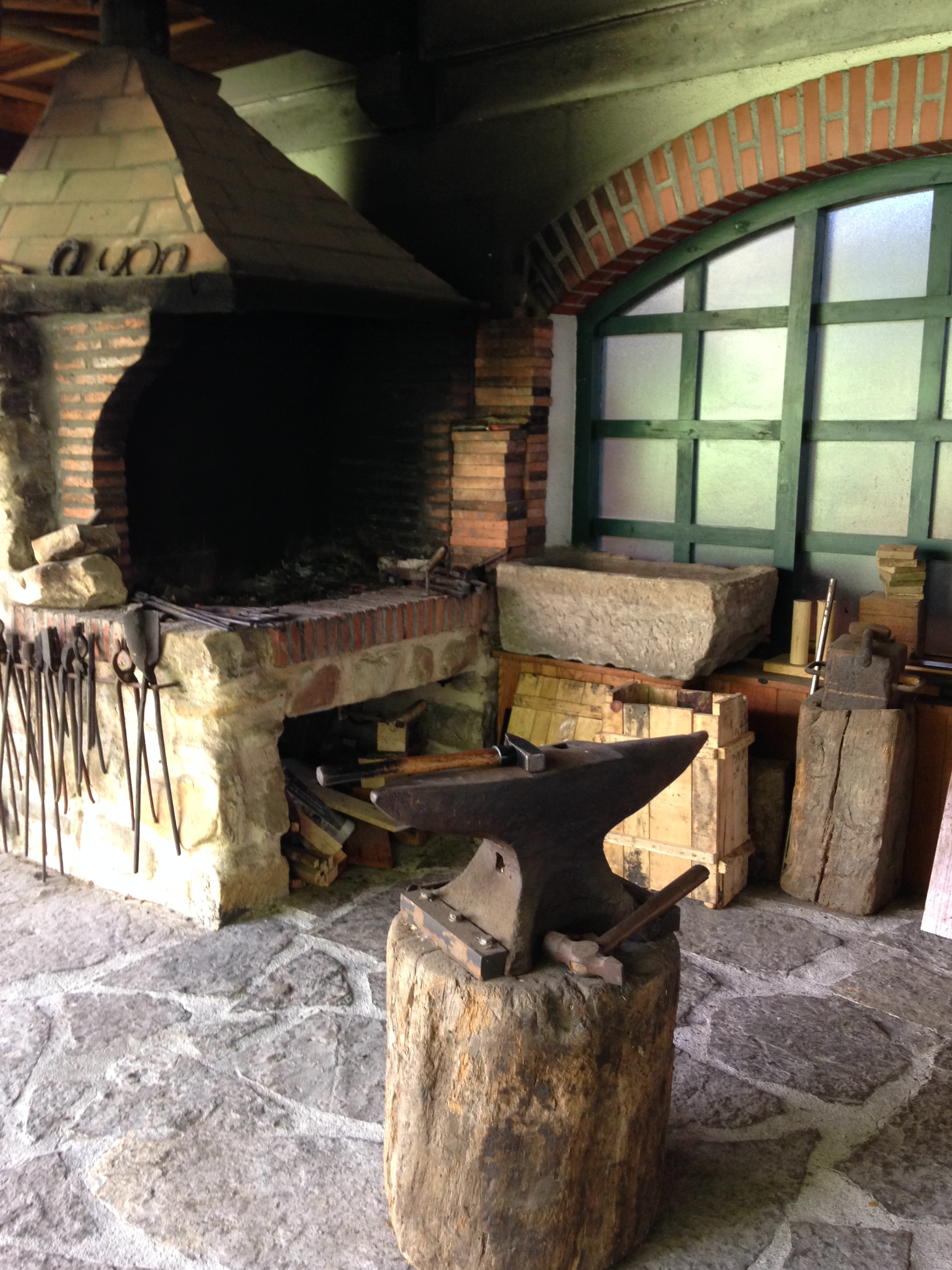
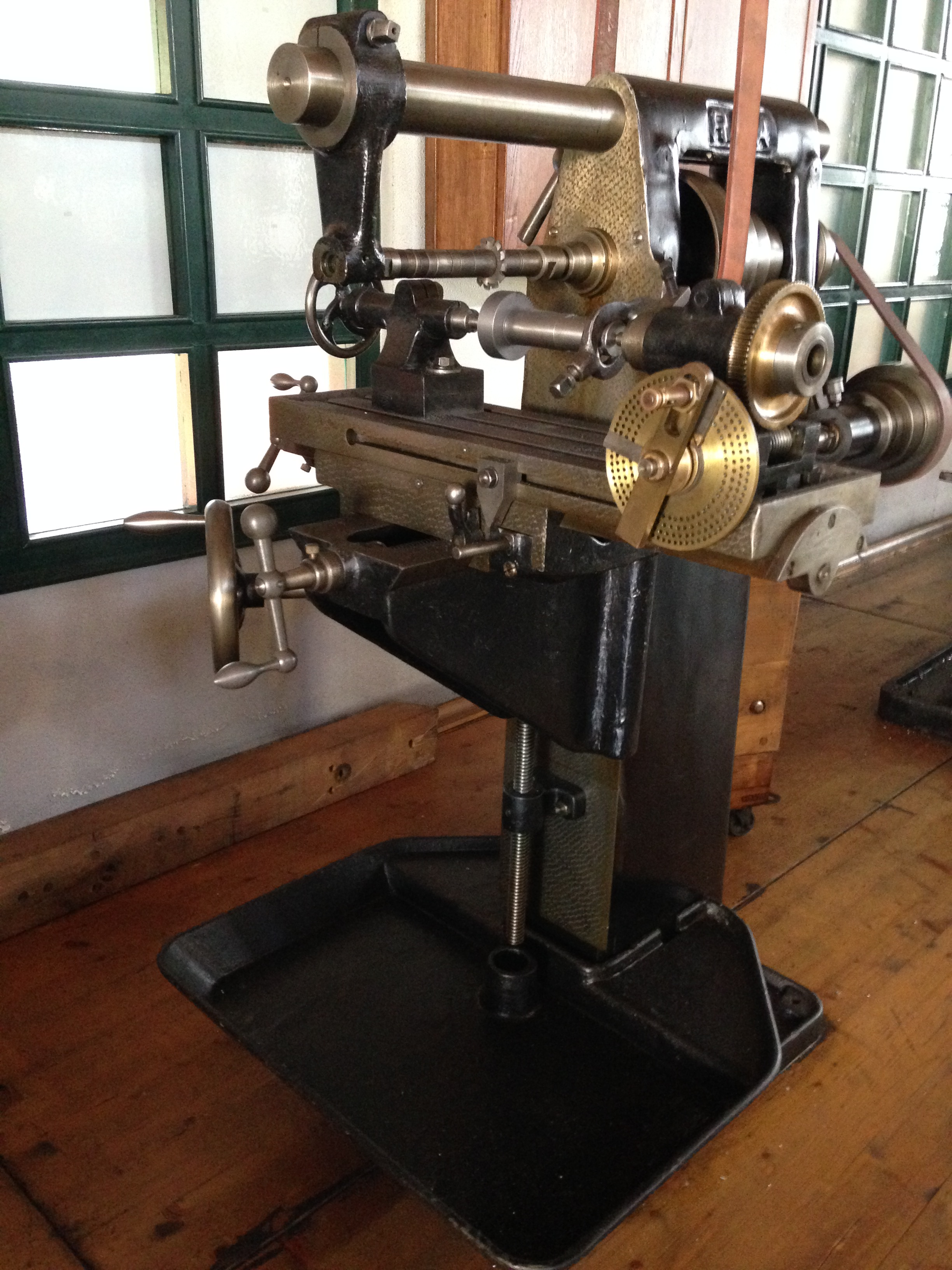
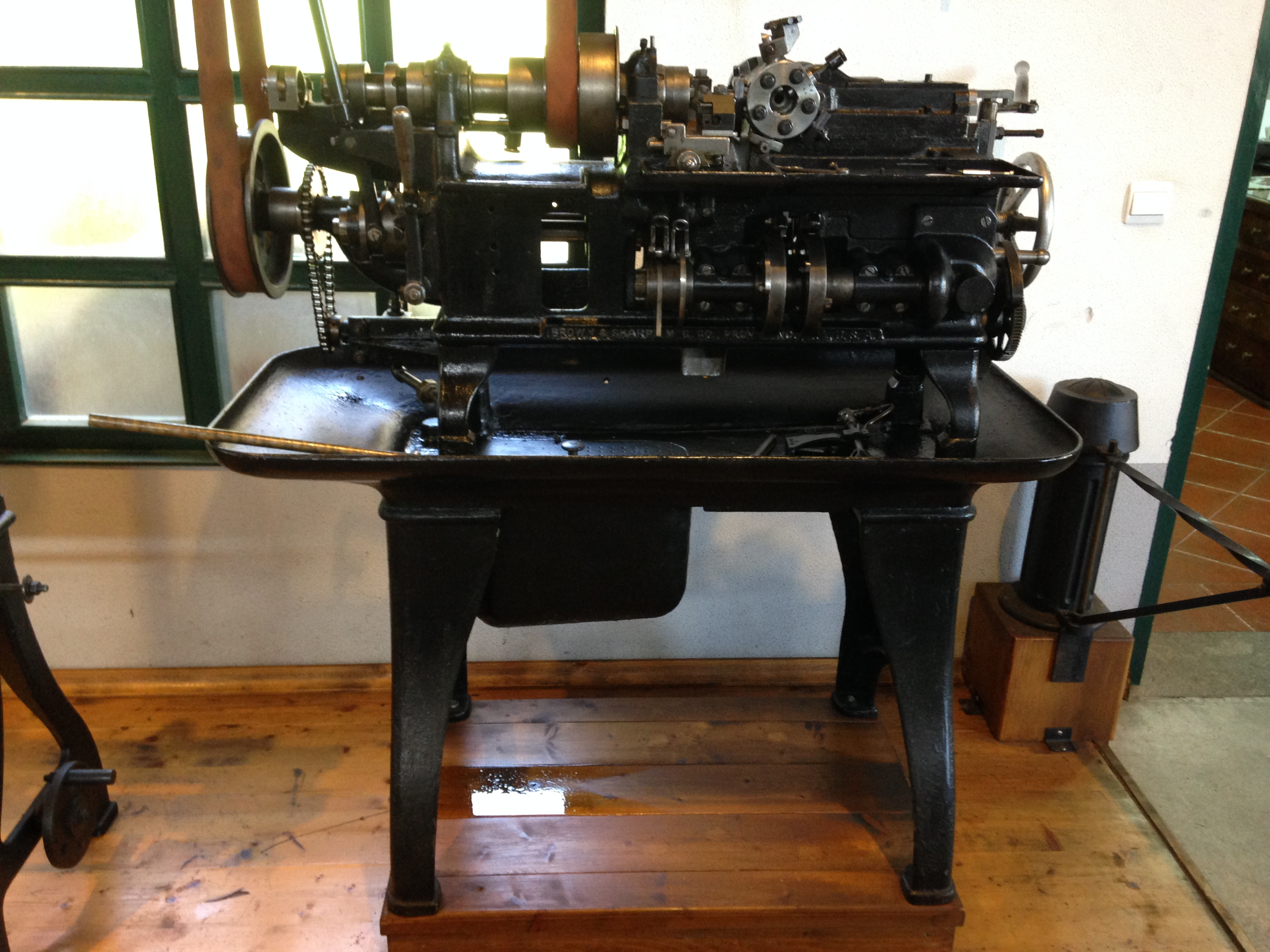
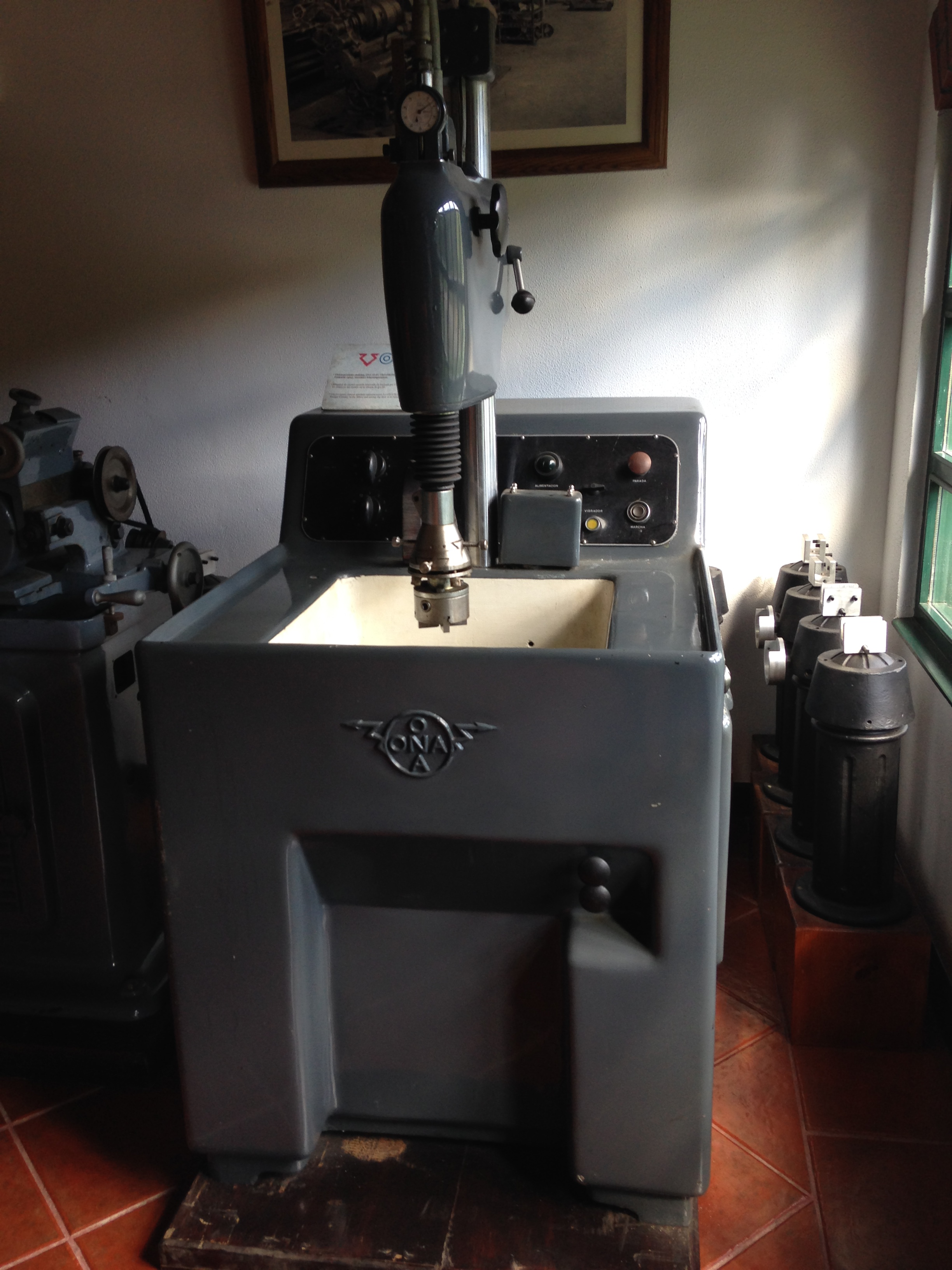